# Джайлоо-туризм
Джайлоо-туризм —  один из новых видов туризма в Киргизии. Джайлоо-туры устраиваются в населённые коренными народами труднодоступные места, которых цивилизация практически не коснулась, где нет электричества и мобильной связи. Благодаря этому жители городов имеют возможность некоторое время пожить в средневековых или даже первобытных условиях. Джайлоо-туризм (изначально Эко-Туризм или Этно-туризм) распространён во внутренних областях Африки, джунглях Амазонки, горах и степях Азии, лесах и тундрах Сибири и Северной Америки.

## История

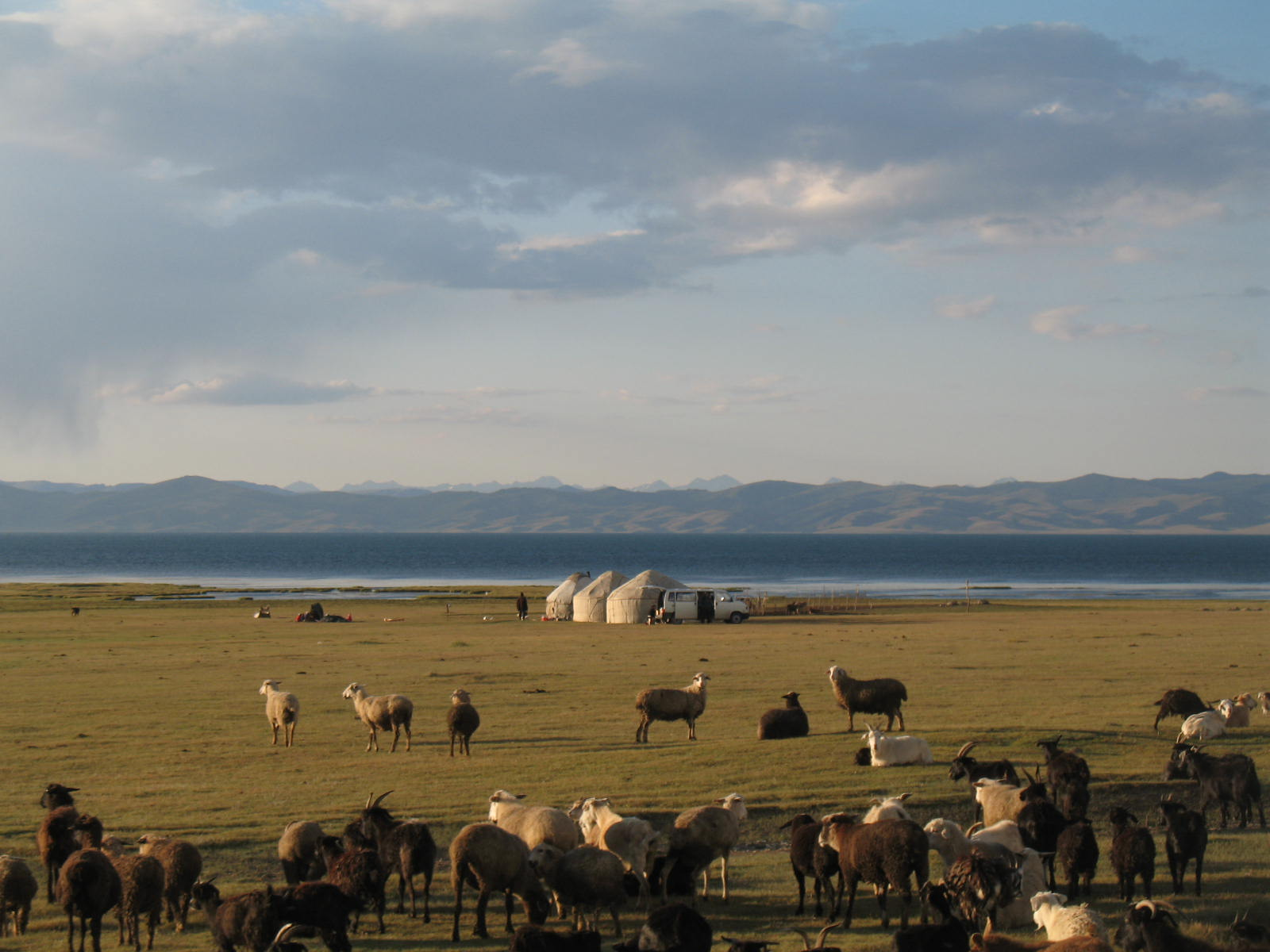
Джайлоо на озере Сон-Кёль в Кыргызстане

Название происходит от кыргызского слова «жайлоо», [ʤɑilɔ:] (рус. яйлак, букв. «летовка», антоним слов «кыштоо», «кыштак» — зимовка, зимовье) означающего альпийский луг, горное пастбище. Джайлоо-туризм зародился в Кыргызстане в конце 1990-х годов, когда местному туроператору пришло в голову предлагать туристам из западных стран пожить некоторое время в юртах жизнью горного чабана. Первыми джайлоо-туры опробовали туристы из Швейцарии, Германии, Великобритании и России. Они провели неделю на горном пастбище, питались лепёшками, бараниной и кумысом, спали на полу юрты. Отсутствие благ цивилизации компенсировалось запоминающимися прогулками по горам, чистым воздухом, ночным небом, усыпанным звёздами Млечного пути, погружением в местную этнокультуру. Результаты эксперимента превзошли ожидания, теперь джайлоо-туризм включили в свои услуги множество ведущих турфирм мира.
Европейцы и раньше жили среди племен Африки, Азии и Америки. Но в основном это были путешественники, зоологи, этнографы и прочие исследователи, собирающие информацию для научных работ. Джайлоо-туризм не требует от отдыхающего подробного изучения местных обычаев, ритуалов и быта, а предлагает погрузиться в них, почувствовать себя одним из членов местного сообщества. Будучи сравнительно экстремальным активным отдыхом, джайлоо-туры подходят далеко не всем, туроператоры не рекомендуют его туристам с маленькими детьми и лицам со слабым здоровьем. Несмотря на то, что турфирмы обеспечивают джайлоо-туристов опытными сопровождающими, Тянь-Шань или Амазония всегда могут преподнести неожиданные сюрпризы.
Только за 2017 год, уже более 150 000 человек опробовали новый вид туризма. В 2018 году цифра перевалила уже за 170 000 человек.